# Josif Bageri
Josif Jovan Bageri mac. Јосиф Јован Багери (ur. 15 sierpnia 1868 we wsi Nistrova (dzis. Nistrowo we wschodniej Macedonii), zm. 15 czerwca 1915 w Prisztinie) – albański poeta, dziennikarz i działacz narodowy.

## Życiorys
Urodził się w albańskiej rodzinie prawosławnej, mieszkającej w wilajecie kosowskim. W młodości wyemigrował do Sofii, gdzie pracował jako szewc. Tam też w 1887 związał się z albańskim ruchem narodowym. W styczniu 1893 założył stowarzyszenie kulturalne Dëshira (Pragnienie), które działało na rzecz rozwoju języka albańskiego i szkół albańskich. Zaangażowany w działalność narodową syn Bageriego, Kristo zginął w 1906 w Macedonii z rąk oddziału WMRO.
W 1908, na fali przemian w Imperium Osmańskim doszło do tworzenia szkół z językiem albańskim, taką szkołę Bageri założył w rodzinnej wsi. W latach 1909–1911 Bageri wydawał w Sofii dwujęzyczne czasopismo Shqypeja e Shqypenis / Albanski orel, które podejmowało zagadnienia polityczne i edukacyjne. W listopadzie 1910, wspólnie z Kostą Trebicką zorganizował w Sofii protest albańskiej diaspory przeciwko zbrodniom popełnianym przez Turków w Kosowie. Po ogłoszeniu albańskiej Deklaracji Niepodległości, Bagerii przyjechał do Durrësu, gdzie wydawał tygodnik Ushtimi i Krujës (Echo Kruji). Pismo ukazywało się w latach 1913-1914 w języku albańskim i francuskim. Zmarł w Prisztinie, w czasie podróży do Sofii.

## Twórczość
Dorobek twórczy Bageriego obejmuje tomiki poezji, utwory prozą, a także bogaty zbiór artykułów o tematyce politycznej. W 1910 wydał w Sofii zbiór utworów poświęconych Albanii Kopësht Malsori (Ogród Górali). W 1995 w Tetowie ukazała się kolekcja utworów Bageriego (Reka, vendi im. Vjersha nga Josif Bageri)

## Pamięć

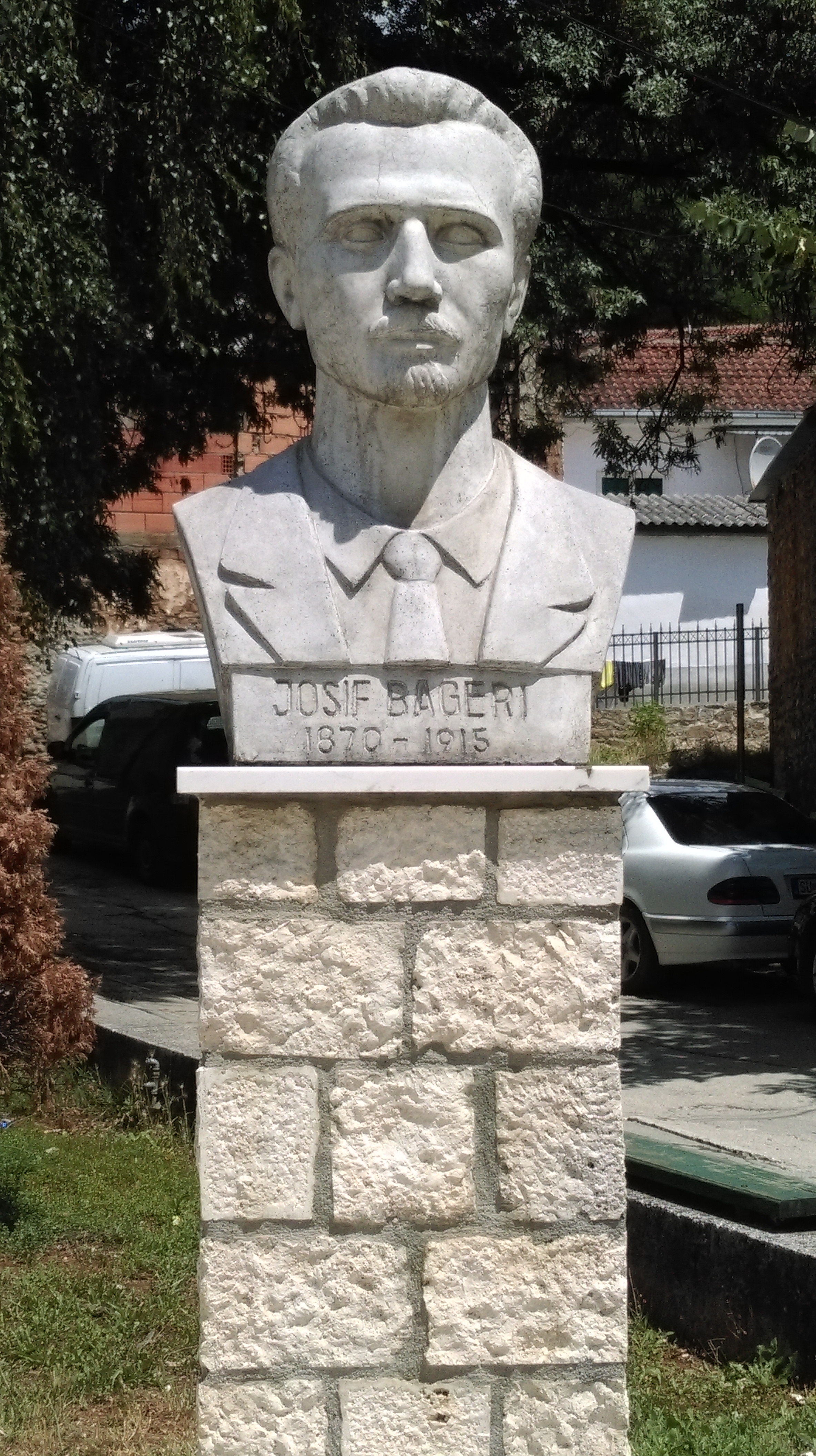
Popiersie Josifa Bageriego w Debarze

W Macedonii działa stowarzyszenie noszące imię Bageriego, które zajmuje się promocją jego twórczości wśród Albańczyków mieszkających w tym kraju. Imię Bageriego noszą ulica w Peshkopii i w Debarze, jego popiersie znajdują się w Debarze i na jednym z mostów pamięci w Skopju.